# Michal Štípa
Michal Štípa (* 10. listopadu 1979 Brno) je český tanečník, emeritní první sólista baletu Národního divadla v Praze, taneční pedagog a choreograf.
Od roku 1990 do roku 1998 studoval Taneční konzervatoř v Brně. Roku 1998 nastoupil do Národního divadla v Brně, kde byl v roce 2000 jmenován sólistou. Vystupoval hlavně v klasickém repertoáru: Princ (Labutí jezero), Colas (Marná opatrnost), Romeo (Romeo a Julie), Princ (Louskáček). V letech 2001–2003 hostoval ve Slovenském národním divadle v Bratislavě a od roku 2003 v baletu Národního divadla v Praze, kde se představil v rolích Prince (Labutí jezero), Jeana de Brienne (Raymonda), Princ (Louskáček), Albert (Giselle). Od sezony 2004–2005 byl jmenován sólistou baletu Národního divadla v Praze, v roce 2009 získal post prvního sólisty. Střídavě hostuje v libereckém divadle F. X. Šaldy a v Janáčkově divadle v Brně, také na scénách Slovenského národního divadla v Bratislavě a Státní Opery Praha. Stálým hostem v baletní company v Costa Rice.
Za sezonu 1998–1999 obdržel Cenu Philip Morris Flower Award za největší talent roku v oboru klasický tanec a o tři roky později získal hlavní Cenu Philip Morris Flower Award. V roce 2000 se zúčastnil Soutěžní přehlídky tanečních umělců ČR a SR v Brně, kde získal II. cenu. V roce 2004 byl nominován na cenu Thálie za roli Solora v baletu Bajadéra. Ve stejném roce také získal Cenu diváků. V březnu 2005 konečně Cenu Thálie získal za roli Alberta v baletu Giselle a další převzal za rok 2007, v tomto případě za hlavní roli v choreografii Petra Zusky Sólo pro tři.
Od ledna 2019 byl jmenován šéfem baletu v Moravském divadle Olomouc. Dne 2. 2. 2019 se s Národním divadlem rozloučil v představení Timeless (Svěcení jara). K ukončení svého působení v Národním divadle obdržel od svých kolegů, přátel a diváků dar na památku – Andělská křídla od umělecké sklářky Aleny Matějkové. Pravé andělské křídlo bylo věnováno Michalovi Štípovi a levé andělské křídlo připadlo Nikole Márové, stálé taneční partnerce Michala Štípy.
V roce 2021 vystudoval bakalářský obor „Taneční a pohybové divadlo a výchova“ na Divadelní fakultě Janáčkovy akademie múzických umění v Brně a v roce 2023 stejnojmenný navazující magisterský obor tamtéž.

## Pedagogická činnost
Michal Štípa se dlouhodobě věnuje výuce baletu. V roce 2020 otevřel v Praze se svou bývalou taneční partnerkou Nikolou Márovou taneční školu s baletní přípravkou School of Dance. Od roku 2024 společně učí partnerský tanec na Taneční konzervatoři hlavního města Praha.